# Rhaphium wuduanum
Rhaphium wuduanum är en tvåvingeart som beskrevs av Wang, Yang och Kazuhiro Masunaga 2006. Rhaphium wuduanum ingår i släktet Rhaphium och familjen styltflugor. Inga underarter finns listade i Catalogue of Life.